# Hippolyte Sebron
Hippolyte Sebron (Caudebec-en-Caux, 21 agosto 1801 – Parigi, 1º settembre 1879) è stato un pittore e fotografo francese.
Ritrattista, paesaggista, pittore di vedute e fotografo, era abile anche nell'uso del pastello. Fu allievo di Léon Cogniet e di Louis Daguerre a Parigi. Grande viaggiatore, percorse l'Europa, le coste del Mediterraneo e l'America del Nord per dipingere interni di edifici, rovine e paesaggi. Il suo lavoro fu premiato numerose volte al "Salon" di Parigi e le sue tele esposte negli Stati Uniti gli procurarono una fama internazionale.

## Biografia

### I primi anni
Hippolyte Victor Valentin Sebron nacque a Caudebec-en-Caux nell'Alta Normandia. Orientatosi subito all'arte, dopo le scuole secondarie entrò nell'École des beaux-arts di Parigi. Terminati gli studi iniziò la carriera di artista dedicandosi unicamente alla realizzazione di scenografie.
Appassionato della scoperta di nuovi paesi, Sebron intraprese numerosi viaggi a sue spese, dai quali riportò altrettanti quadri che illustravano i luoghi visitati ed espose le sue tele al "Salon" di Parigi fin dal 1825. Conobbe così una notorietà crescente, in particolare nella pittura di interni, con opere come l’Intérieur de Saint Omer (1825) o l’Intérieur de Saint-Vandrille (1825).
Ma nel 1827, a 26 anni, mentre lavorava all'Opera e al teatro dell'Ambigu Comique, Louis Daguerre, che aveva appena inventato il diorama, lo prese come allievo e collaboratore. Sebron lavorò peraltro anche sotto la direzione di Léon Cogniet. A fianco del suo maestro Daguerre, Sebron dipinse soltanto soggetti per il diorama.

Infatti, numerose tele firmate "Daguerre" furono in realtà dipinte da Hippolyte Sebron. Così egli lo racconta nelle sue Memorie: «Sie su vos non vobis», mi fu applicato in tutto il suo rigore. Ma tutto questo non spinse l'allievo a lasciare il maestro.

Dopo aver completato diverse opere in Inghilterra, Sebron ricevette numerose offerte di lavoro a Londra, ma l'attaccamento che egli aveva per il diorama lo fece restare a Parigi, anche se era costretto a lavorare nell'ombra. Durante i viaggi oltre Manica dipinse cinque grandi diorama per un commerciante inglese. Costui li portò in America e, qualche anno più tardi, ne ricavò una fortuna esponendoli.
Nel maggio del 1830 fece un viaggio in Italia e ne ritornò con oltre 150 vedute di città e di monumenti. Rientrato a Parigi, riprese il lavoro e terminò il diorama "Vista del Municipio, episodio della rivoluzione del 1830".
Per conquistare quella fama che pensava di meritare, Sebron sacrificò tutto per il lavoro e perfezionò i suoi diorama a doppio effetto: fu allora che dipinse La Vue du bassin du commerce à Gand, quadro che rappresenta il giorno e la notte, nonché L'interno di Saint-Étienne-du-Mont visto di giorno e durante la messa di mezzanotte  (nel quale si vede la chiesa di giorno quasi vuota e la stessa piena di folla durante l'effetto notturno) e La Vallée de Goldau. Questi dipinti costituirono i maggiori successi del diorama di Daguerre, mentre invece furono realizzati interamente da Sebron. I quadri trasparenti a doppio effetto vennero notati dalle Autorità, e il Governo decise di premiarne l'autore, elargendo una pensione di 2000 franchi a Louis Daguerre.
A quel punto, stanco di vedersi privare del giusto riconoscimento, Sebron rinunciò ai diorama e troncò la sua collaborazione con Daguerre.

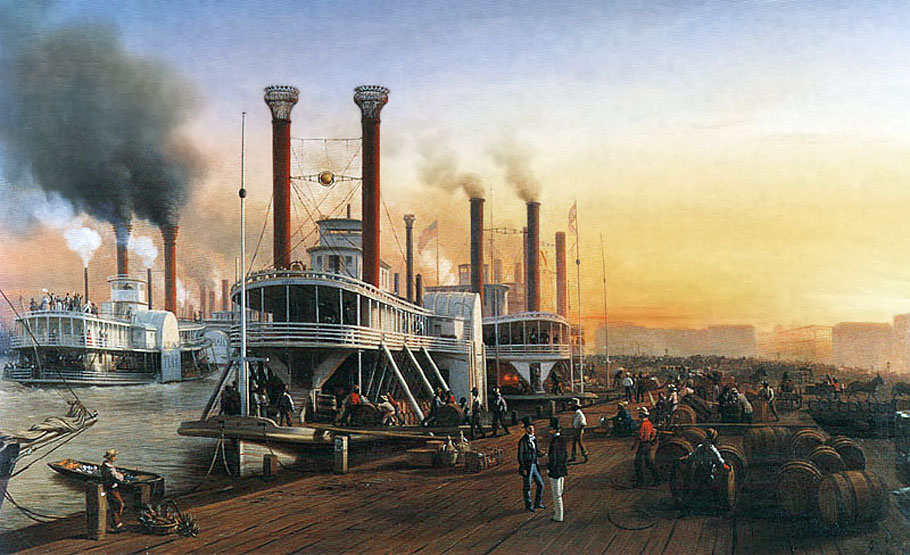
Navi a vapore a New Orleans

### Il successo
Sebron espose quindi le sue opere, fra cui dei quadri storici, al Salon di Parigi, fra il 1831 e il 1878. Al pari di Louis Daguerre, Charles Marie Bouton, François Marius Granet o Étienne Bouhot, egli dipinse delle vedute assai dettagliate con effetti luminosi di contrasto. Il suo stile molto personale era evidenziato dai suoi precedenti lavori per i diorama. Con la partecipazione ai Salon del 1838, 1840, 1844 e 1848 Sebron fu coronato di medaglie, così come per i suoi quadri inviati all'Esposizione di Rouen nel 1835. Ebbe quindi, finalmente, il meritato successo.

### I viaggi
Verso il 1838, Sebron si recò nei Paesi Baschi spagnoli per lavorare. Quattro delle sue opere furono riprodotte per illustrare il "Voyage pittoresque en Espagne, au Portugal et sur la côte d'Afrique" del barone Isidore Taylor. Fu anche autore, da solo o in collaborazione, de La Crucifixion, et la ville de Jérusalem che comparve fra i primi diorama negli Stati Uniti.
Nel 1840, Sebron fece un secondo viaggio in Italia e realizzò il quadro Intérieur de Saint-Marc de Venise. Questa tela verrà acquistata a Rotterdam e gli varrà, per quell'anno, il titolo di membro dell'"Accademia di Rotterdam e di Amsterdam".
Nel 1842 realizzò Le Baptême de monseigneur le comte de Paris dans l'église Notre-Dame de Paris, le 2 mai 1841, commissionatogli dal re Luigi Filippo per il Museo storico di Versailles, mentre, all'esposizione di Bruxelles, la sua tela Souvenir de la Durance (paysage effet de clair de lune) venne comprata dal re Leopoldo II del Belgio e gli valse la decorazione dell'Ordine di Leopoldo. Nel 1844, inoltre, dipinse una Vue du château de Neuilly.
Durante questo decennio si recò ancora in Inghilterra, dove realizzò una Vue intérieure de la chapelle Saint-Georges à Windsor, che fu esposta al Salon del 1844 e, in seguito, al Museo del Louvre, prima di essere acquistata dal re Guglielmo II. Sebron in quell'anno creò una delle sue opere più note: Une somnambule dans un cloître (effet de lune et de lampe), che verrà anch'essa comprata da Guglielmo II.

Un anno più tardi espose una Vue de la campagne de Richmond : effet de clair de Lune e subito dopo partì per la Spagna e il Marocco. Al suo ritorno, nel 1846, il principe di Montpensier gli chiese di vedere le sue tele e scelse 12 acquarelli per la duchessa.
Quando, nel 1848, scoppiò la rivoluzione di febbraio, 22 opere di Sebron, che erano conservate nel castello di Neuilly, andarono distrutte nell'incendio dell'edificio. Nel luglio dello stesso anno egli dipinse La Distribution des drapeaux à la Barrière de l'étoile, un quadro con effetto serotino, commissionatogli dal governo provvisorio in carica. Ma nel 1849, seguendo il suo istinto di eterno girovago, Sebron si apprestò a compiere il suo viaggio più ambizioso: recarsi oltre Atlantico, in America.

### Il viaggio in America, 1849-1855

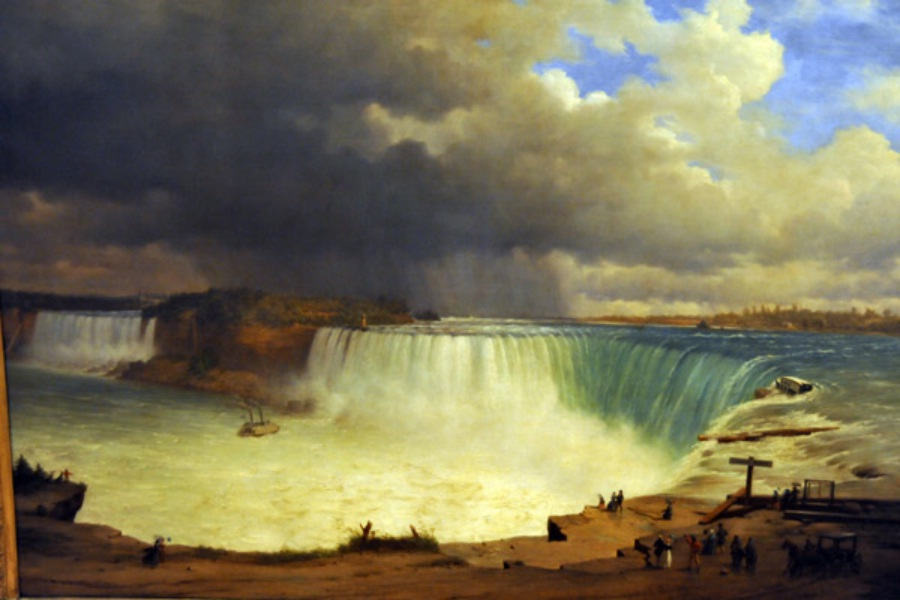
Table Rock, Niagara, 1850

Nel 1849, Sebron, forte di una fama ormai internazionale, partì per l'America, dove sarebbe rimasto sei anni. Attraversò numerosi Stati e il Canada con un viaggio che egli definì come «il più completo che mai un artista abbia compiuto in quel Paese». Visitò, fra le altre città e Stati, New York e la Louisiana, realizzando numerose tele. Le principali furono Une grande vue du Niagara (1850) (acquistata a New York per Lord Carlisle in Inghilterra), Vue du port de la Nouvelle Orléans (1851), che egli inviò all'Expo del 1853, e una Vue de la grande catarade du Niagara l'hiver (1856).

Il suo quadro La Somnambule, une composizione gotica, fu esposto in una mostra dell'American Art Union del 1850, e una delle sue opere più note ed ammirate (Perspective de la principale rue de New York pendant l'hiver. Effet de neige del 1855) è in realtà una vista di Broadway, e fu ammessa all'Esposizione universale di belle arti, per ricordare la vita della città di New York negli anni 1850. Questa tela fu poi portata in Francia e depositata dal Museo di Rouen nel Castello di Blérancourt dove aveva sede il "Museo nazionale della Cooperazione franco-americana di Blérancourt".
Tuttavia, secondo Sebron, l'America era un Paese «dove il gusto per l'arte appare più che moderato». Infatti, poiché le sue vedute di interni, così ammirate in Europa, non gli permettevano di vivere, egli si dedicò ai ritratti ed ottenne un buon successo con i suoi pastelli. Pertanto, durante il suo soggiorno americano, Sebron realizzò quasi 60 ritratti.

### Gli ultimi viaggi
Tornato in Francia, Sebron riprese i suoi viaggi. Dipinse rovine e interni di chiese, che sono i temi più frequenti della sua produzione. Temi che si ritrovano in opere come l'Intérieur d'une abbaye en ruines (1848).
Percorse quindi tutta l'Europa e le coste del Mediterraneo per ritrarre vedute, monumenti e paesaggi. Numerose sue tele, difatti, sono ambientate nel Vicino oriente, a Costantinopoli, in Egitto e persino in Siria, come ad esempio Les Ruines de Baalek, del 1870.
Hippolyte Sebron morì a Parigi nel 1879, a 78 anni.

## Opere

### I Diorama
- La Vue de Brest, 1825
- La Vallée de Chamonix, 1825

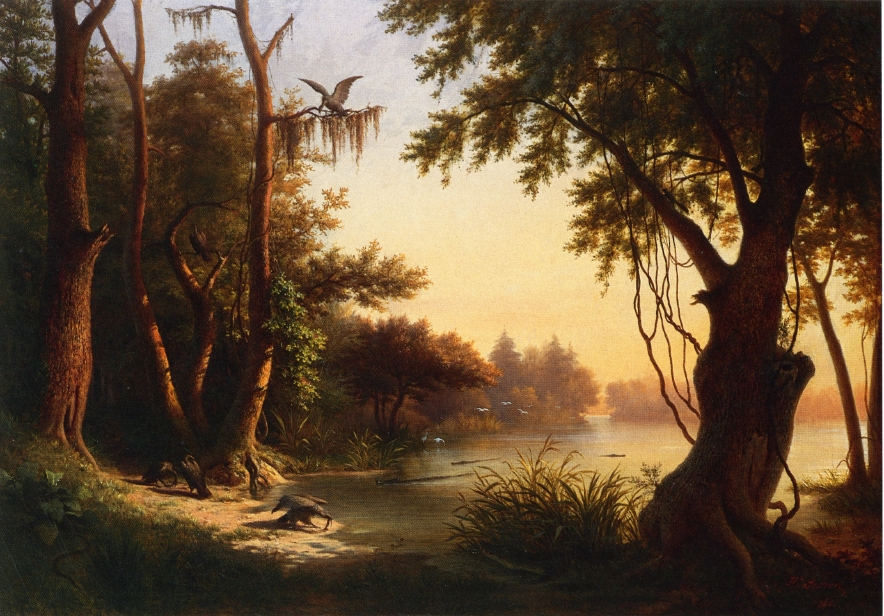
Il lago dei coccodrilli

- Les Rochers du Saint-Gothart, vedute riprese dal vivo nei viaggi in Bretagna e Svizzera, 1825
- Le Tableau du Déluge, da una composizione di Daguerre, 1825
- L'Abbaye de Roslyn, 1825
- La Chapelle d'Holyrood, 1825
- Le Brouillard vu à travers un vestibule gothique, Lo schizzo, dipinto da Sebron, fu venduto a Berlino e firmato Daguerre, 1825
- Vue d'Édimbourg (clair de lune), 1825
- Le Tombeau de Napoléon à Sainte-Hélène, 1825
- Une petite vue du grand canal de Venise, 1825
- La Vue de Paris, prise de Montmartre, 1825
- Intérieur de Saint-Vandrille, 1825
- Intérieur de Saint-Omer, 1825
- Vue de la ville prise du faubourg, 1825
- Un cloître (clair de lune), 1825
- Un autre cloître même effet, 1825
- La Vue du bassin du Gand, 1833
- L'Intérieur de Saint-Étienne-du-Mont, 1833
- La Vallée de Goldeau, 1833
- Vue de la cathédrale d'Auch, 1840
- Intérieur de Saint-Marc de Venise, Questo quadro, riportato dal secondo viaggio in Italia, fu acquistato a Rotterdam, ed è valso a Sebron il titolo di membro dell'Accademia di Rotterdam e di Amsterdam, 1840
- Vue du port d'Amsterdam au lever de la Lune, 1840
- Cathédrale de Milan, opera acquistata dal re Luigi Filippo. 1841
- Cathédrale de Milan, stesso soggetto, comprato dal banchiere Balano Basabio di Milano, 1841
- Souvenir de la Durance (paysage effet de clair de lune), comprato dal re Leopoldo del Belgio all'Esposizione di Bruxelles, 1842
- Intérieur de l'église de Saint-Jacques d'Anvers, comprato dal re Leopoldo del Belgio all'Esposizione di Bruxelles, 1842
- Vue intérieur de la chapelle de Windsor, tela di 10 piedi per 7,5 esposta al Louvre e acquistata dal re Guglielmo II, 1844
- Une somnambule dans un cloître (effet de lune et de lampe), acquistato da Guglielmo II, 1844
- La Mosquée de Cordoue, 1845-1846
- Les Rochers de Ronda, 1845-1846
- La Vue générale de Grenade, 1845-1846
- La Distribution des drapeaux à la Barrière de l'étoile, effetto di sera, commissionato dal Governo provvisorio, 1848
- Une grande vue du Niagara, comprato a New York per Lord Carlisle in Inghilterra, 1850
- Vue du port de la Nouvelle-Orléans, tela inviata all'Esposizione del 1853, 1851
- Perspective de la principale rue de New York pendant l'hiver (effet de neige), tela di 10 piedi ammessa all'Esposizione universale di belle arti, 1855
- Vue de la grande catarade du Niagara l'hiver, 1856.

## Galleria d'immagini

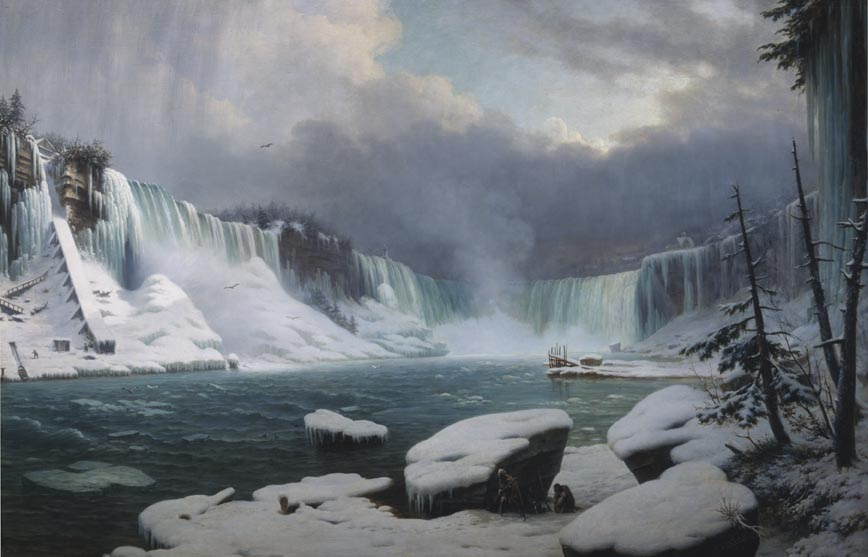
Le cascate del Niagara in inverno
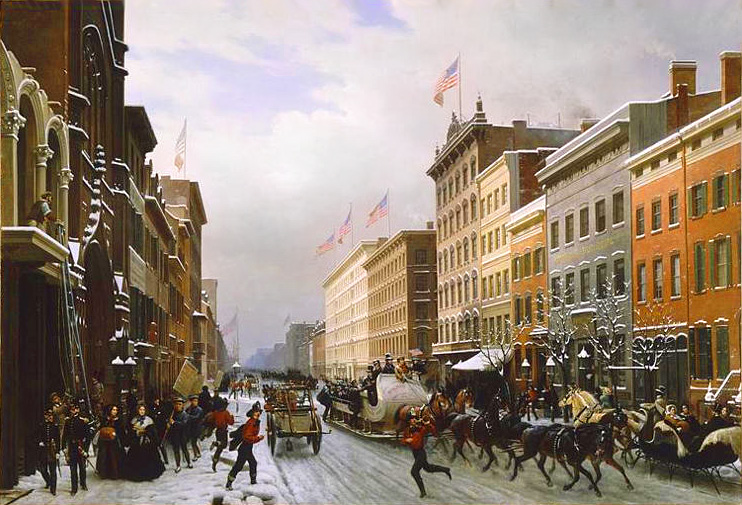
Broadway in inverno
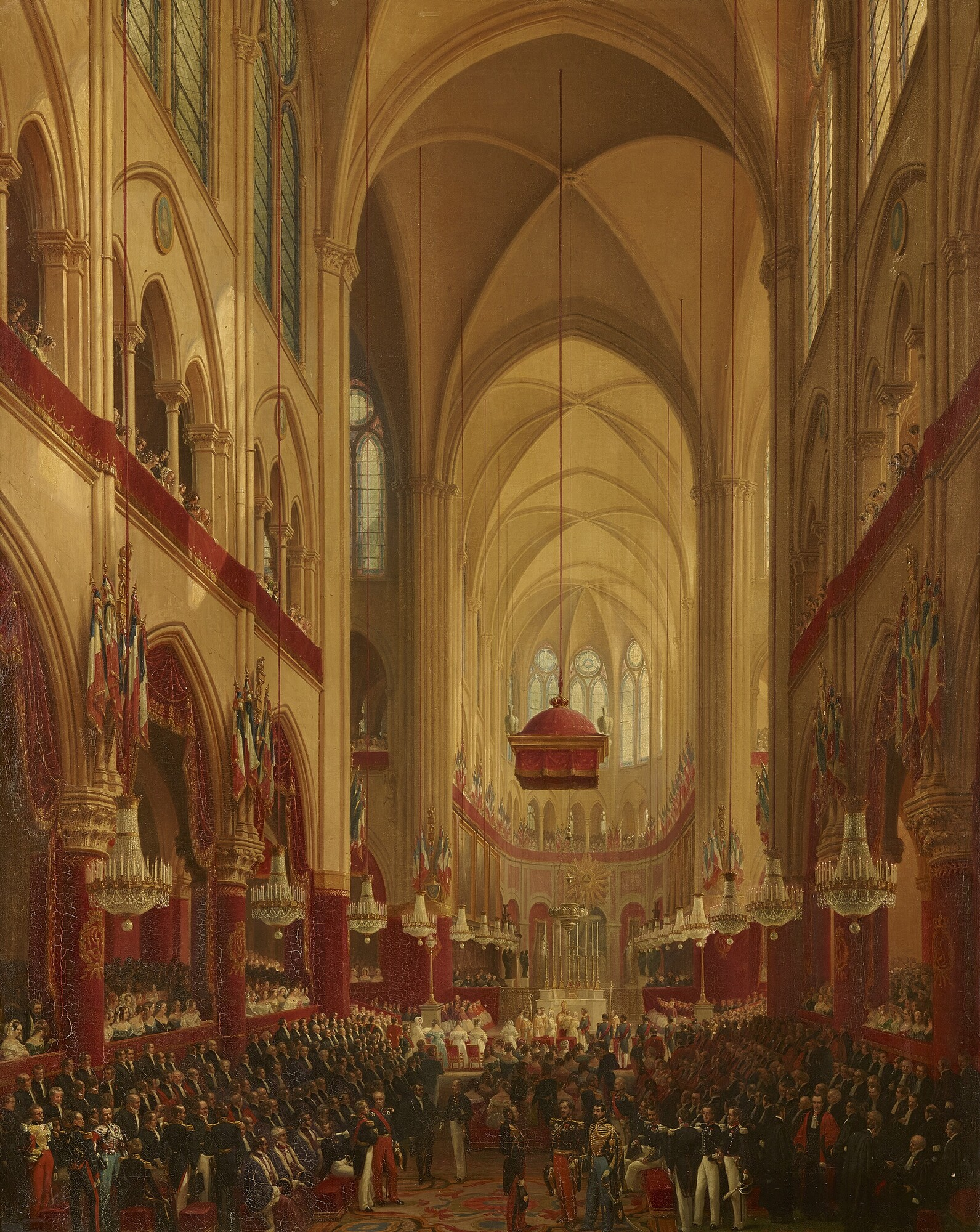
Battesimo del Conte di Parigi a Notre Dame
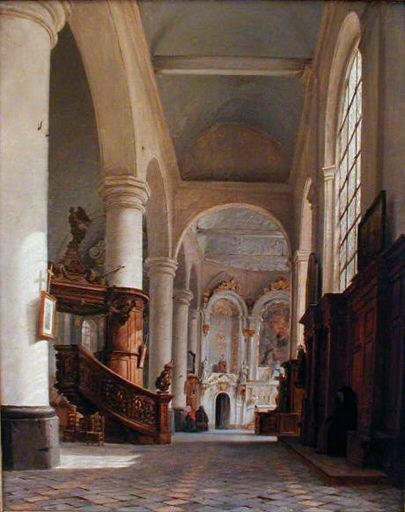
Interno della chiesa di Saint Denis a Saint Omer